# Гик, Владимир Петрович
Владимир Петрович Гик (1925 — 28 апреля 1944) — юный герой Великой Отечественной войны, сын 15-го гвардейского стрелкового полка 2-й гвардейской стрелковой дивизии, погиб при выполнении задания в апреле 1944 года.

## Биография
Родился в 1925 году в станице спокойная Северо-Кавказского края. Владимир увлекался техникой, занимался и любил голубей. Учился в школе № 4 села Коноково, ныне Успенского района Краснодарского края. С 14 лет член комсомольской организации.
Владимиру было 16 лет, когда началась Великая Отечественная война. Отца призвали на фронт, мальчик стал трудиться на колхозных полях. В последний момент перед оккупацией Успенского района немецко-фашистскими войсками семья Гик покинула родной дом. Семья красноармейца находилась под угрозой уничтожения.
Недалеко от Нальчика школьник повстречался с бойцами 15-го гвардейского стрелкового полка 2-й гвардейской стрелковой дивизии и примкнул к ним став сыном полка. Для него специально пошили форму, так как роста он был небольшого. Смышлёный подросток очень быстро освоился, его стали направлять в разведывательные операции. Часто ему приходилось участвовать в захвате «языка». За одну из таких операций подростка представили к награде медалью «За отвагу».
5 октября 1943 года советские войска направлялись к высоте Грязная Пучина возле станицы Старотитаровской. Неожиданно оборвалась связь. Володе поручили добраться до штаба, разыскать командира батальона, установив местоположения группы и наладить необходимую телефонную связь. Под шквальным гитлеровским миномётным обстрелом он выполнил задание, пробрался к командному пункту и лично протянул телефонный кабель. В октябре 1943 года полк принял участие в разгроме гитлеровского штаба. В этом бою вновь отличился Владимир.
Был участником освобождения Крымского района. Выполнял задания связного, доставлял все донесения. Выполняя боевые задания, неоднократно натыкался на сопротивление противника и действующие огневые позиции врага. Однажды, он гранатой смог уничтожить станковый пулемёт и пять фашистов, а затем, добираясь до своих, убил ещё четверых. Этот подвиг был отмечен орденом Красной Звезды.
Участник освобождения Севастополя. Вместе с солдатами полка готовился к штурму города. В его задачу входило курсировать между командным пунктом и передовой круглые сутки. 28 августа 1944 года Владимир Гик отправился с донесением, но с задания так и не вернулся, его нашли убитым.
Юный герой Отечественной войны похоронен в братской могиле в селе Оборонное, Балаклавского района, в Крыму.

## Память
- Пионерская организация Коноковской школы № 4 носила имя Владимира Гика.
- Н. М. Остапенко подготовил книгу «На шаг впереди» (Коломна, 2017), которая рассказывает о героической судьбе Владимира Гика.
- В 2017 году имя Володи Гика было названо в числе лауреатов общественно-государственного проекта «Поисково-просветительская экспедиция „Имя Кубани“» в номинации «Молодое имя Кубани» от Успенского района.